# Дейч Йосип Якович
Дейч Йосип Якович (* 3 серпня 1857 — † 7 травня 1928) — український лікар-фізіотерапевт, 1891 — доктор медицини, засновник Київської водолікарні.
Серед інших, лікував Лесю Українку, Михайла Коцюбинського, Марію Заньковецьку.
Батько театрознавця Олександра Дейча.
В його будинку влаштовувалися поетичні вечори, на одному з них читав свій перший вірш тринадцятилітній Максим Рильський.